# Jemini
Jemini est un groupe pop britannique, originaire de Liverpool.  Il représente le Royaume-Uni au Concours Eurovision de la chanson 2003 en interprétant Cry Baby.

## Histoire
Chris Cromby et Gemma Abbey (née en 1982) se rencontrent en 1995 à la Starlight Stage School de Liverpool et vont dans les pubs et les clubs de Liverpool lors de la tournée des enfants de l'académie. À 16 ans, après avoir quitté l'école, ils forment Tricity, nommé d'après la marque d'appareils électriques. Trois ans après, ils se renomment Jemini (« Gem and I »). Ils  passent les deux années et demie suivantes à aller dans les pubs et les clubs au Royaume-Uni en interprétant Stevie Wonder, Randy Crawford, les chansons de Motown et des medleys d'ABBA, ainsi que leurs propres compositions.
Jemini et la chanson Cry Baby sont sélectionnés pour participer à l'Eurovision par un vote téléphonique du public dans le cadre du concours A Song for Europe de la BBC. Sa prestation à l'Eurovision n'obtient aucun point et est critiquée pour son manque de justesse.
L'échec de l'Eurovision suscite à la fois l'hilarité et la consternation dans les médias britanniques. Jemini admet que sa performance était en dehors de la tonalité et déclare qu'ils étaient incapables d'entendre la piste d'accompagnement en raison d'un problème technique. Terry Wogan, longtemps commentateur du concours pour la BBC, pense que le Royaume-Uni aurait souffert d'une protestation à la guerre en Irak.
L'échec du Royaume-Uni est le plus spectaculaire de l'histoire du concours (un record qui restera jusqu'au Concours Eurovision de la chanson 2015 où l'Allemagne et l'Autriche ont tous deux marqué 0 point dans une finale de 27 participants, ainsi que 13 autres pays qui ne sont pas en finale). L'échec de Jemini a lieu la dernière année avant l'introduction des demi-finales, tous les pays présentés au Concours le samedi votent. 
Cry Baby atteint la quinzième place des ventes de singles au Royaume-Uni, reste dedans trois semaines. En raison de leur échec à l'Eurovision, ils sont immédiatement abandonnés par leur label (Integral Records UK), et par conséquent, l'album n'est jamais publié.  Le duo se sépare.
En 2013, le duo se réunit pour une interview spéciale sur sa performance dans une émission spéciale de deux heures de la BBC Three intitulée How To Win Eurovision, diffusée le 11 mai 2013. En 2014, le duo est de nouveau réuni pour participer à une émission spéciale Eurovision de Pointless et plusieurs interviews télévisées sur l'Eurovision.
Gemma Abbey est arrêtée et condamnée pour fraude à la sécurité sociale en novembre 2016. Elle affirmait être une mère célibataire alors qu'elle avait fait un mariage dans l'Algarve en 2013 et vivait avec son compagnon. Elle est condamnée à une peine d'emprisonnement de 30 semaines, suspendue de ses droits et mise sous surveillance pendant un an.

## Discographie
Singles
- 2003 : Cry Baby

## Source de la traduction
- (en) Cet article est partiellement ou en totalité issu de l’article de Wikipédia en anglais intitulé « Jemini » (voir la liste des auteurs).